# Aboim (Fafe)
Aboim is een plaats (freguesia) in de Portugese gemeente Fafe en telt 418 inwoners (2001).

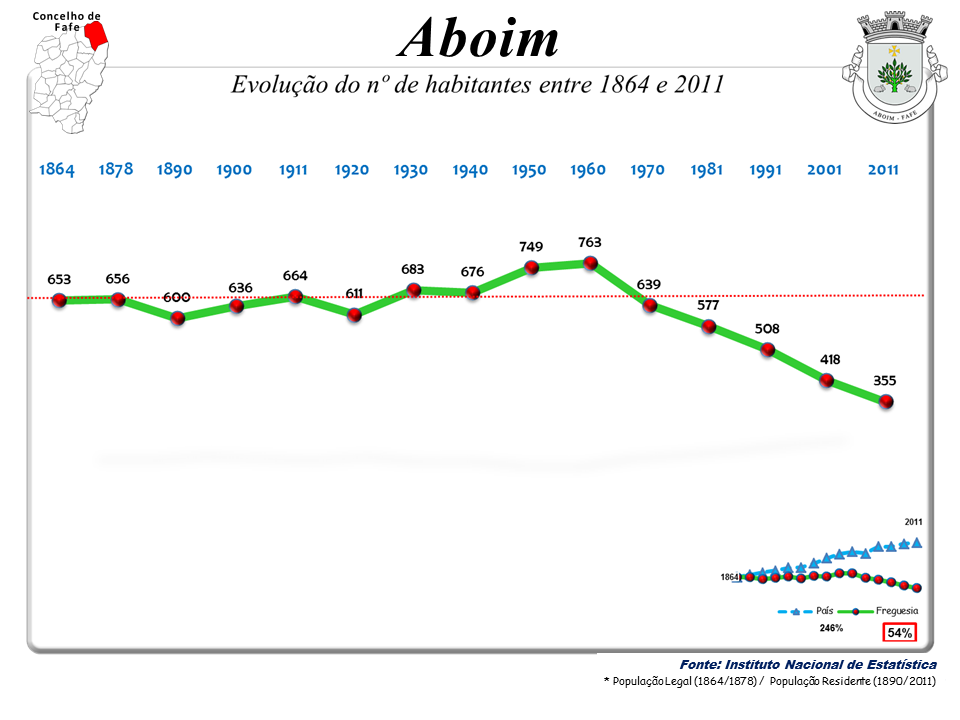
Bevolkingsontwikkeling tussen 1864 en 2011
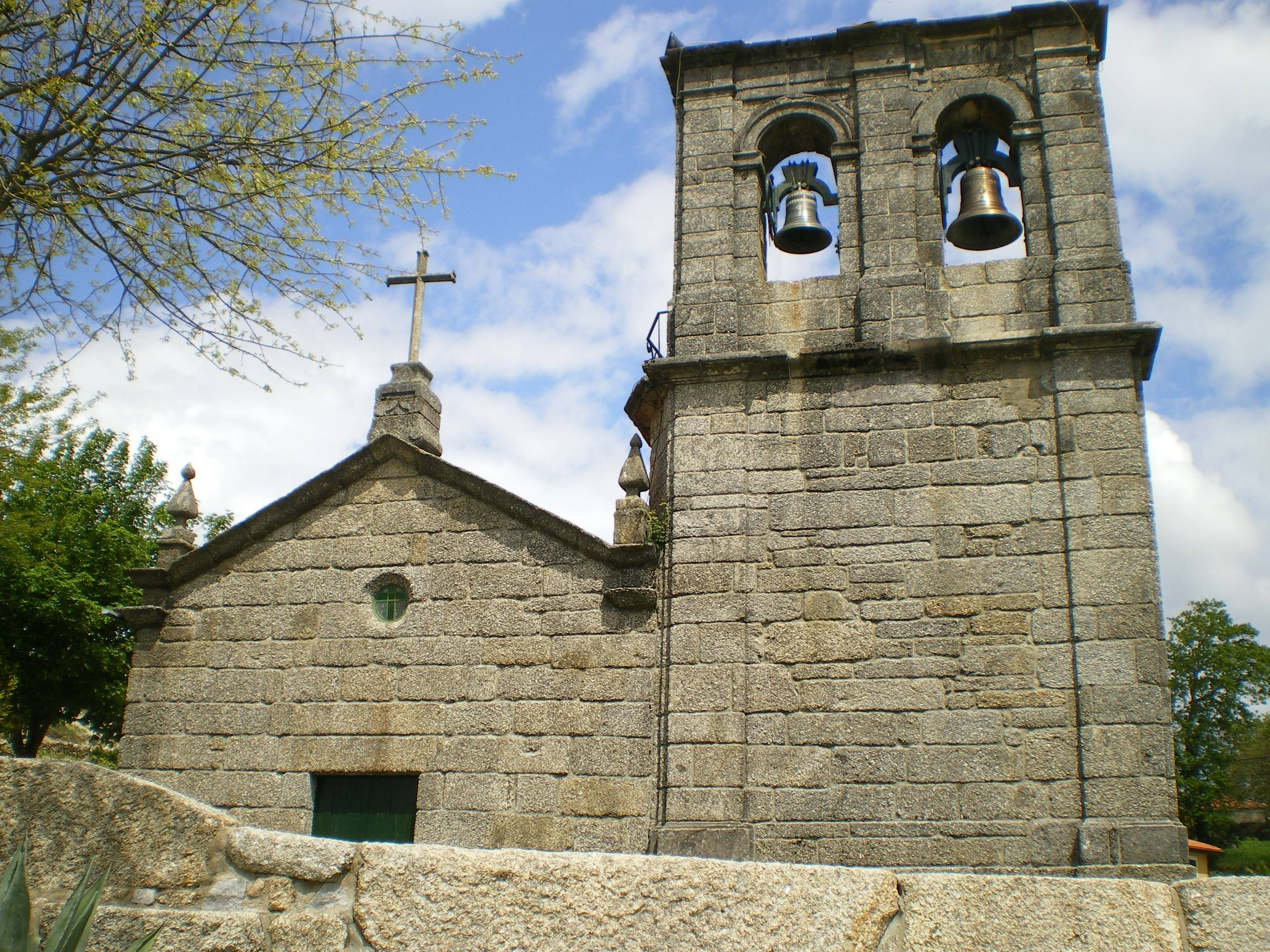
Kerk van Aboim
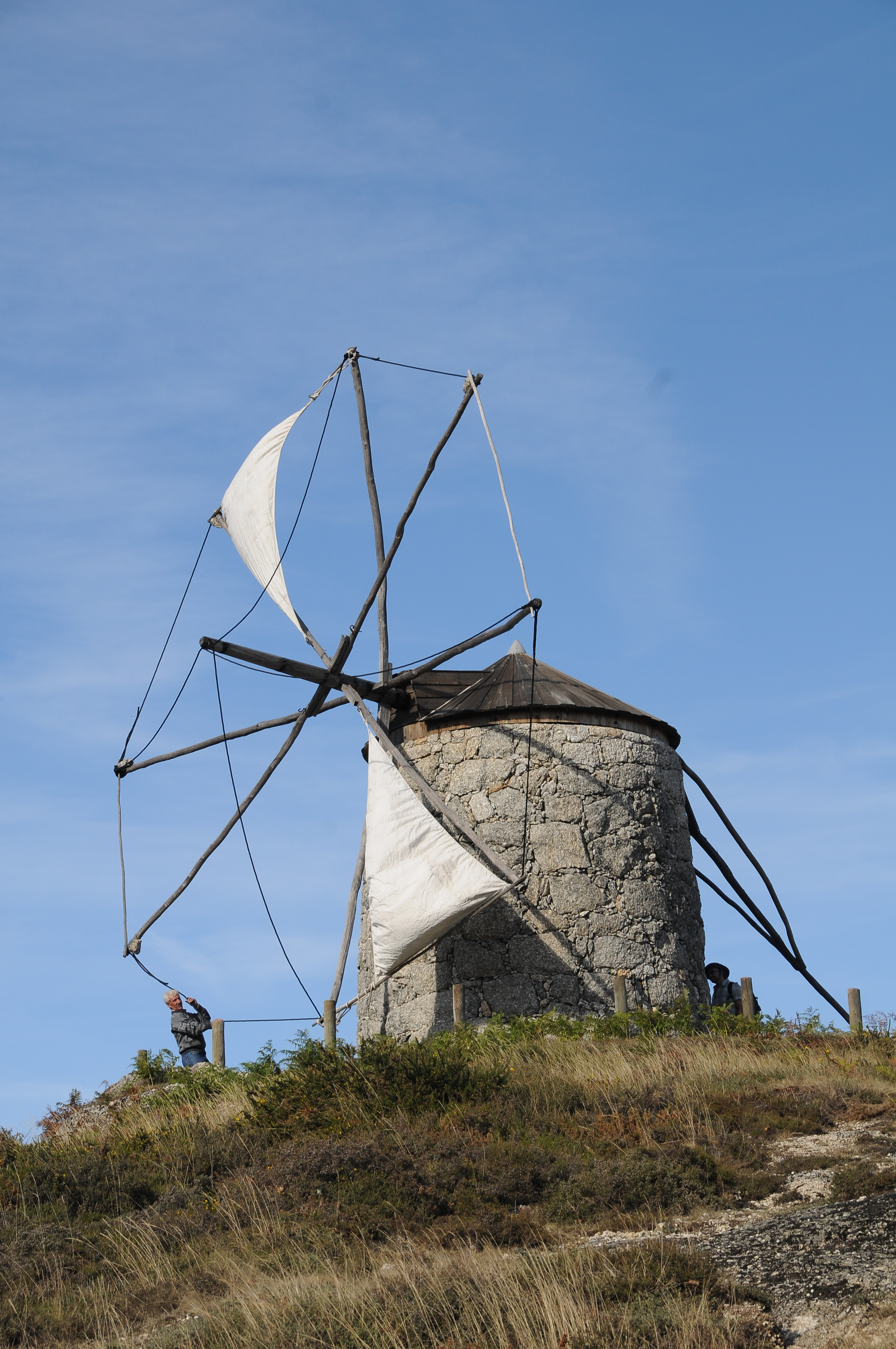
Molen van Aboim